# Erastus Harper
Erastus R. Harper (* 14. Juli 1854 in Michigan; † 12. Mai 1927 in Denver, Colorado) war ein US-amerikanischer Politiker. Zwischen 1907 und 1909 war er Vizegouverneur des Bundesstaates Colorado.

## Werdegang
Die Quellenlage über Erastus Harper ist nicht sehr ergiebig. Er wurde in Michigan geboren und lebte einige Zeit in Akron im Staat Ohio. Später kam er nach Colorado, wo er im Bergbau tätig war. Politisch wurde er Mitglied der  Republikanischen Partei. 1906 wurde er an der Seite von Henry Augustus Buchtel zum Vizegouverneur des Staates Colorado gewählt. Dieses Amt bekleidete er zwischen 1907 und 1909. Dabei war er Stellvertreter des Gouverneurs und Vorsitzender des Staatssenats.
Im Jahr 1915 wurde Harper Staatsbeauftragter für das Versicherungswesen (State Insurance Commissioner); zwischen 1919 und 1924 fungierte er als Staatsbeauftragter für Haushalt und Effizienz (Budget and Efficiency Commissioner). Er starb am 12. Mai 1927 in Denver.